# Ceyzériat
Ceyzériat är en kommun i departementet Ain i regionen Auvergne-Rhône-Alpes i östra Frankrike. Kommunen ligger  i kantonen Ceyzériat som ligger i arrondissementet Bourg-en-Bresse. Kommunens areal är 9,36 km². År 2022 hade Ceyzériat 3 306 invånare.

## Befolkningsutveckling
Antalet invånare i kommunen Ceyzériat
Referens: INSEE